# Lenny Krayzelburg
Lenny Krayzelburg (hebrejsko לעני קרײַזלבורג, rusko Ленни Крайзельбург), ameriški plavalec ukrajinsko-judovskega rodu, * 28. september 1975, Odesa, ZSSR (danes Ukrajina). 